# Guangzhou International Women's Open 2008
Il Guangzhou International Women's Open 2008 (conosciuto anche come TOE Life Ceramics Guangzhou International Women's Open per motivi sponsorizzazione) è stato un torneo di tennis giocato sul cemento.
È stata la 5ª edizione del Guangzhou International Women's Open, che fa parte della categoria Tier III nell'ambito del WTA Tour 2008.Si è giocato a Canton in Cina, dal 15 settembre al 21 settembre 2008.

## Campionesse

### Singolare
Vera Zvonarëva ha battuto in finale  Shuai Peng,  6(4)–7, 6–0, 6–2

### Doppio
Marija Korytceva /  Tat'jana Puček hanno battuto in finale  Tiantian Sun /  Zi Yan con il punteggio di 6–3, 4–6, 10–8